# Moskitkusten (film)
Moskitkusten (The Mosquito Coast) är en amerikansk film utgiven 1986 i regi av Peter Weir och med Harrison Ford, Helen Mirren, Andre Gregory och River Phoenix i rollerna. Den är baserad på romanen med samma namn utgiven 1981 av Paul Theroux.

## Handling
Filmen handlar om en familj som lämnar USA för ett lyckligare och enklare liv i centralamerikas djungel. Men djungeln blir snabbt en dystopi när familjefadern blir alltmer oberäknelig och aggressiv.

## Inspelning
Filmen spelades in i städerna Cartersville och Rome, Georgia, samt Baltimore, Maryland och Belize.